# Station Hval
Station Hval is een station in Hval in de gemeente Ringerike in  Noorwegen. Het station ligt aan Roa-Hønefosslinjen. Het huidige stationsgebouw dateert uit 1909 en is een ontwerp van Paul Armin Due. Het wordt als monument beschermd.
Nadat het personenvervoer tussen Oslo en Bergen vanaf 1990 via Drammen wordt afgewikkeld zijn alle stations lans de lijn tussen Hønefoss en Roa, en dus ook Hval, gesloten voor personenvervoer.